# Паперові птиці (фільм, 2010)
«Паперові птиці» (ісп. Pájaros de papel) — іспанська драматична кінокомедія 2010 року режисера Еміліо Арагона.

## Зміст
Хорхе дель Піно (Іманоль Аріас) та Енріке Корго (Луїс Омар) — двоє артистів мандрівної трупи у часи громадянської війни в Іспанії адоптують 9-річного хлопчика Мігеля (Рогер Прінсеп), що став сиротою. Вони, а токож їхні колеги — куплетистка Росіо Молінер (Кармен Мачі), юна танцівниця Мерседітас (Ана Квеста), змушені виживати, але в голодний повоєнний час не втрачають присутності духу і почуття гумору.

## Ролі виконують
- Іманоль Аріас — Хорхе дель Піно
- Луїс Омар — Енріке Корго
- Рогер Прінсеп — Мігель Пуертас Мальдонадо
- Ана Квеста — Мерседітас
- Кармен Мачі — Росіо Молінер
- Фернандо Кайо — капітан Монтеро

## Навколо фільму
- Еміліо Арагон Бермудес (1929—2012), відомий як «Miliki», що у кінокартині грає старого Мігеля Мальдонадо, в реальному житті є батьком режисера фільму Еміліо Арагона (*1959), «Milikito». Вони обоє походять з відомої династії клоунів в Іспанії.
- Музичні композиції створені Еміліо Арагоном виконують: симфонічний оркестр Мадриду (ORCAM), Ара Малікян — на скрипці, Кепа Хункера (Kepa Junkera) — на баскській гармоніці трікітікса[es], Пепе Габічуеля (Pepe Habichuela) та Хосемі Кармона (Josemi Carmona) — на гітарах.

## Нагороди
- 2010 Нагорода Всесвітнього Монреальського кінофестивалю:
  - найпопулярніший фільм фестивалю — Еміліо Арагон
- 2011 Нагорода Міжнародного кінофестивалю в Сіетлі[en]:
  - премія «Золота космічна голка[en]» за найкращий фільм
- 2011 Нагорода Кінофестивалю у Вудстоці (Нью-Йорк)[en]
  - приз глядацьких симпатій за найкращу розповідь — Еміліо Арагон